# Groot-Sinten
Groot-Sinten (Frans: Grande-Synthe) is een gemeente in de Franse Westhoek, in het Franse Noorderdepartement (Frans: département du Nord) (regio Hauts-de-France). De gemeente telde op 1 januari 2022 20.347 inwoners.
Groot-Sinten maakt deel uit van de agglomeratie van de stad Duinkerke. Zestig jaar geleden nog een eenvoudig gehucht, maakte het in de jaren zestig een snelle ontwikkeling door onder invloed van de staalindustrie.
In de gemeente liggen de spoorwegstations Courghain en Grande-Synthe.

## Geschiedenis
Al in 877 werd de plaats vermeld als ad Sentinas. In 1268 scheidde de parochie van Klein-Sinten zich af. De plaats hoorde bij het Graafschap Vlaanderen. Er zijn nog overblijfsels van de Graaf Jansdijk van 1280. In 1658 werd Groot-Sinten Engels en in 1662 werd het Frans.
Tijdens de Eerste Wereldoorlog was Groot-Sinten een steunpunt voor de geallieerden, die via het strand konden oprukken, terwijl er ook vliegvelden in de omgeving werden aangelegd. Tijdens het interbellum kwam de eerste fabriek langs de Broekburgvaart (Canal de Bourbourg) tot stand. Dit was een scheepswerf voor binnenvaartschepen, waar ongeveer 400 mensen werkten. Toen in 1923 de elektrificatie tot stand kwam verschenen er voedselverwerkende bedrijven.
De Tweede Wereldoorlog bracht met zich mee dat de Duitse troepen de Franse en Engelse troepen nabij Duinkerke omsingelden, waarna deze evacueerden naar Engeland. Op 15 september 1944 werd Groot-Sinten vrijwel volledig vernield.
Bij de wederopbouw groeide Groot-Sinten sterk. Er werden met name in 1965 diverse projecten in gebruik genomen zoals de nieuwe Sint-Jacobus de Meerderekerk, en een stadion.

## Bezienswaardigheden
- Sint-Jacobus de Meerderekerk (Église Saint-Jacques) van 1961 naar ontwerp van Léon Finet.
- Sint-Jozefskerk (Église Saint-Joseph)

## Natuur en landschap
Groot-Sinten ligt in een volledig verstedelijkt gebied, met veel zware industrie waaronder ArcelorMittal Dunkerque. De hoogte varieert van 1-19 meter. Van belang is het Réserve naturelle régionale de Grande-Synthe met de vijver Lac du Puythouck (Puit is Westvlaams voor kikker) en bestaande uit een aantal percelen, deels voor recreatie, die te midden van de zware industrie gelegen zijn.

## Geografie
De oppervlakte van Groot-Sinten bedroeg op 1 januari 2022 21,44 vierkante kilometer; de bevolkingsdichtheid was toen 949 inwoners per km².

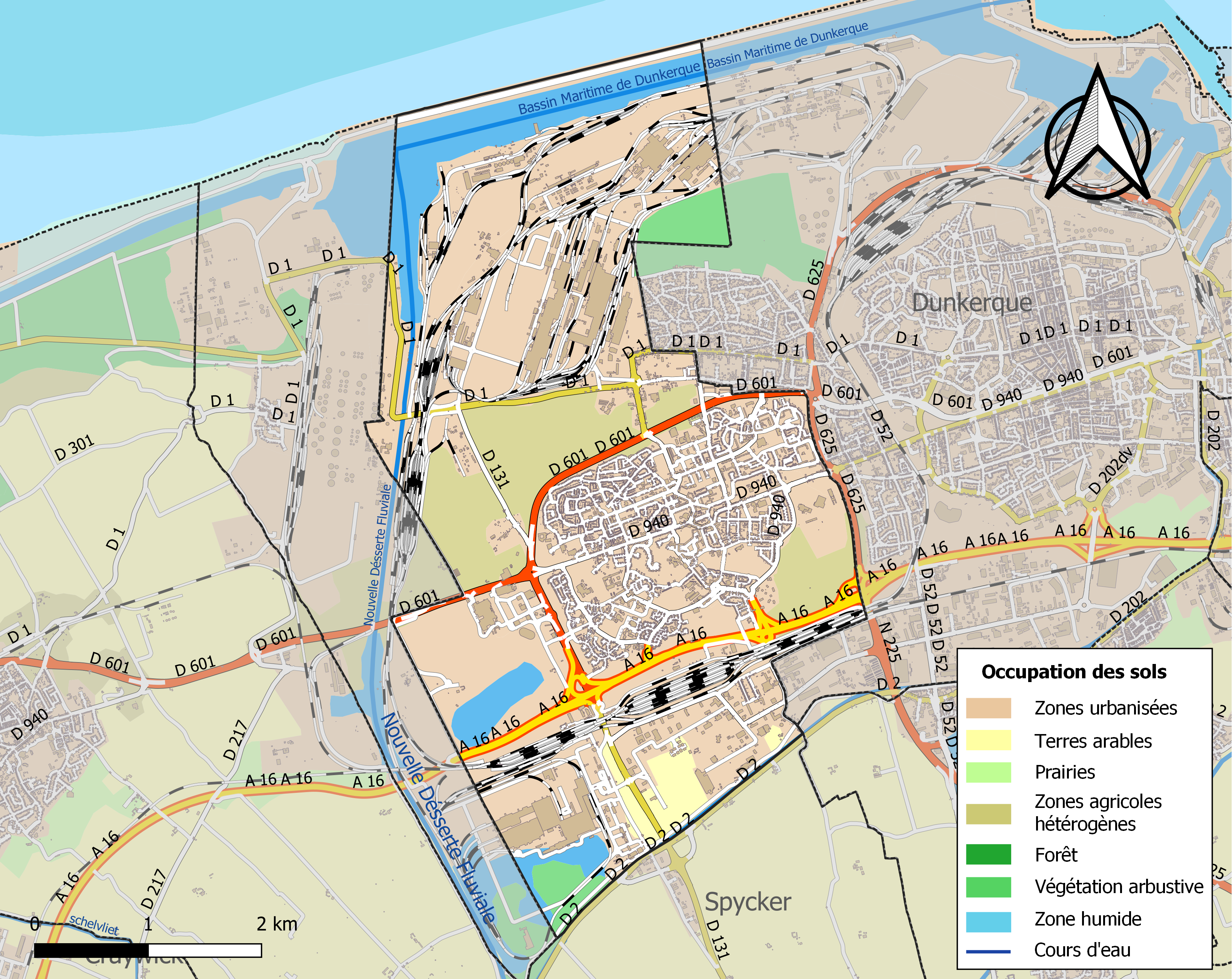
Kaart van de gemeente met belangrijkste infrastructuur, bodemgebruik en omliggende gemeenten

## Demografie
Onderstaande figuur toont het verloop van het inwonertal (bron: INSEE-tellingen).

## Cultuur en onderwijs
Er is in Groot-Sinten een openbare bibliotheek:
- Médiathèque municipale Nelson Mandéla

Er zijn in Groot-Sinten vier middelbare scholen:
- Collège Anne Franck
- Collège Jules Verne
- Collège du Moulin
- Collège de l'abbé Bompain

En drie lycea:
- lycée du Noordover
- lycée des Plaines du Nord
- lycée automobile

## Stedenbanden
Groot-Sinten heeft een stedenband met Suwałki (Polen).

## Geboren
- Geoffrey Dernis (1980), voetballer
- Rémy Vercoutre (1980), voetballer
- Lucas Pouille (1994), tennisser

## Nabijgelegen kernen
Klein-Sinten, Fort-Mardijk, Spijker, Mardijk, Loon-Plage